# Raimondo Milia
Raimondo Milia, noto Dino (Lanusei, 26 novembre 1923 – Sassari, 21 maggio 2019) è stato un avvocato, politico e dirigente sportivo italiano.

## Carriera politica
Nato a Lanusei, in Ogliastra, si trasferì nel sassarese per via del suo lavoro di avvocato penalista. Contestualmente avviò anche la sua carriera politica, ed essendo di fede monarchica, militò nel Partito Democratico Italiano di Unità Monarchica. Con questa formazione venne eletto nella IV e nella V legislatura. Con la fusione del partito con il Movimento Sociale Italiano entrerà nel gruppo dell'MSI-DN nella sua ultima legislatura, la sesta della Repubblica Italiana, in Parlamento, rimanendo quindi deputato in totale per tredici anni, dal 1963 al 1976. In politica è stato anche consigliere regionale e sindaco del comune di Ploaghe per sedici anni. Nel 2011 è stato premiato in Corte D'Assise per la sua pluridecennale carriera forense.
Sposato con la moglie Luisa da oltre 60 anni, è padre dell'ex deputato UDC Sergio Milia.

## Carriera sportiva
La sua figura fu indissolubilmente legata alla Polisportiva Dinamo, la principale squadra di pallacanestro di Sassari. Si avvicina al basket a cavallo tra gli anni '60 e '70 e ne diventa presidente nel 1972, raccogliendo l'eredità dal gruppo di ragazzi sassaresi fondatori stessi della società. Prese una squadra di ex studenti universitari in Serie C (due anni dopo anche un campionato in D, nel 1974) e pianificò una maggiore organizzazione del club in modo da emergere anche a livello nazionale. Sua fu infatti l'idea di affiancare il primo sponsor alla maglia e al nome del club, trovando un'azienda ligure che aveva interessi nella zona industriale di Porto Torres, la L.I.S.A. Parodi, mentre per le successive tre stagioni la squadra fu targata Olio Berio. Nel 1981 trasferì la squadra nel neonato Palazzetto dello Sport di Piazzale Segni. Raggiunse la Serie B prima, stabilizzandola in quella categoria per tutti gli anni'80 e ottenne la Serie A2 alla fine di essi, nel 1989. A parte una retrocessione a inizio terzo millennio, mantenne la categoria fino al passaggio di consegne avvenuto nel 2005 in cui lasciò la società ai fratelli Mele. Con i suoi 33 anni di presidenza è tuttora il presidente più longevo della società sassarese. Continuò a seguire sporadicamente la squadra anche al palazzetto e nel 2016 fu inserito nella Hall of Fame del club biancoblù. Morì il 21 maggio 2019 all'età di 95 anni.